# Prélude in g-Moll

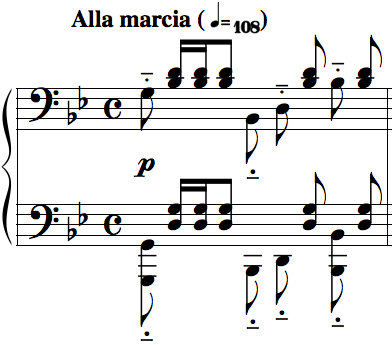
Der erste Takt führt die spezifischen Töne des Präludiums ein.

Die Prélude in g-Moll aus Op.23, Nr. 5 ist ein Musikstück von Sergei Wassiljewitsch Rachmaninow, das 1901 fertiggestellt wurde. Es ist Teil von 10 Préludes, op. 23, obwohl es 2 Jahre früher als die anderen neun Präludien aus dem Klavierzyklus geschrieben wurde. Rachmaninoff brachte die Prelude zusammen mit den Stücken Nr. 1 und Nr. 3 am 10. Februar 1903 in Moskau zur Uraufführung.

## Aufbau
Die straffe Struktur der Prélude ist in ternärer Form aufgebaut und besteht aus einem eröffnenden „A“-Abschnitt mit punktierten Sechzehntel-Noten (Alla marcia), einen lyrischeren und melancholischeren „B“-Abschnitt mit schwungvollen Arpeggien in der linken Hand (Poco meno mosso), einen Übergang zum ursprünglichen Tempo und eine Reprise des Anfangsmarsches.
Der Teil Alla marcia ist an sich in ternärer ABA-Form geschrieben. Innerhalb der ersten drei Takte der Prélude führt Rachmaninow die verbindenden Elemente des Stückes ein, ungeachtet dem Poco meno mosso Abschnitts. Erstens, der akkordische Marsch in Takt 1; zweitens, das Fragment auf der zweiten Hälfte des Taktes in Takt zwei; drittens, das Fragment auf der zweiten Hälfte des zweiten Taktes in Takt drei. Die Takte 1–9 erweitern das Marschthema. Nach einer Kadenz in der Dominante wiederholt sich der Abschnitt in den Takten 10–16 mit leichten Veränderungen und schließt mit einer perfekten Kadenz in G-Moll ab.
Der „B“-Abschnitt des Alla marcia Abschnitts in den Takten 17–24 spiegelt den Rhythmus des ersten Taktes mit eine Folge ähnlicher Akkorde, die mit E♭beginnen. Im Gegensatz zur Alla marcia wird im Abschnitt „B“ eine lyrische Akkordmelodie über einer ausgedehnten Arpeggio-Figur eingeführt. Ab Takt 35 wird eine zweitaktige Phrase wiederholt und dann in den Takten 39–41 fortlaufend erweitert.
Nach dem Mittelteil geht das Präludium in eine Reprise des Marschteils über, wobei Tempo und Dynamik allmählich gesteigert werden. Im Abschnitt werden verwendet chromatisch aufsteigend gerichtete Akkorde, die auf verzierte verminderte Septimenfiguren folgen. In Takt 42 verwendet Rachmaninow eine Kontermelodie in der Mittelstimme auf, die die Passage intensiviert. Schließlich endet das Stück auf höchst originelle Weise: mit einem kurzen arpeggierten Lauf zu einem hohen G in Pianissimo.

## Aufnahmen
Aufgrund der musikalischen „Flexibilität“ des Stücks lassen sich Interpretationen in vielen Stilen finden, die sich teilweise stark von den Aufnahmen von Rachmaninow unterscheiden.
In einer bekannten Aufnahme spielte Emil Gilels diese Prélude an einer Front im Zweiten Weltkrieg zur Unterstützung der sowjetischen Streitkräfte. Der Sprecher sagte (auf Russisch): „Gilels spielt an der Front, um uns daran zu erinnern, wofür es sich zu kämpfen lohnt: Unsterbliche Musik!“
Die Prélude in g-Moll ist eines der am häufigsten gespielten und aufgenommenen Stücke aus 10 Préludes.